# منتيرة
المُنْتيرة هي قبعة كانت تُلبس سابقاً في إسبانيا للصيد. لها قمة كروية وحواف (مبطنة بالفرو في كثير من الأحيان) يمكن سحبها لأسفل لحماية الأذنين والرقبة.